# 巴爾塔阿爾伯鄉 (布澤烏縣)
45°18′N 27°17′E / 45.300°N 27.283°E
巴爾塔阿爾伯鄉（羅馬尼亞語：Comuna Balta Albă, Buzău），是羅馬尼亞的鄉份，位於該國東南部，由布澤烏縣負責管轄，面積65平方公里，海拔高度31米，2007年人口2,835，人口密度每平方公里44人。